# Consolida ajacis
Consolida ajacis é uma espécie de planta com flor pertencente à família Ranunculaceae. 
A autoridade científica da espécie é (L.) Schur, tendo sido publicada em 'Verhandlungen und Mittheilungen des Siebenbürgischen Vereins für Naturwissenschaften zu Hermannstadt 4(3): 47. 1853.

## Portugal
Trata-se de uma espécie presente no território português, nomeadamente em Portugal Continental, no Arquipélago dos Açores e no Arquipélago da Madeira.
Em termos de naturalidade é introduzida nas três regiões atrás referidas.

## Protecção
Não se encontra protegida por legislação portuguesa ou da Comunidade Europeia.